# Zofia Bobowicz
Zofia Bobowicz-Potocka, née le 23 juillet 1937  à Varsovie, est une éditrice et traductrice polonaise, directrice de la collection Pavillons (d) Domaine de l'Est, aux éditions Robert Laffont (de 1979 à 2004).

## Biographie
Après des études commencées à l'université de Varsovie, Zofia Bobowicz poursuit sa formation à la Sorbonne puis à Villetaneuse.
Elle se spécialise dans la littérature d'enfance et de jeunesse et devient conseillère éditoriale aux éditions Flammarion Père Castor où elle présente et traduit plusieurs auteurs polonais (Wanda Chotomska (pl), Henryk Lothamer (pl), Maria Ewa Letki (pl), Krystyna Boglar (pl), Janusz Korczak).
Zofia Bobowicz collabore de 1977 à 1982 au trimestriel Cahiers de l'Est (1977-1982) en étant directrice littéraire aux Éditions des Autres (1978-1979) à Paris, où elle crée la première collection de littérature d’Europe de l'Est. En 1979, elle entre chez Robert Laffont, où elle dirige jusqu'en 2003 la collection « Domaine de l'Est » dans le cadre de la collection Pavillons dédiée à la littérature étrangère.
Elle rejoint ensuite en 2004 les éditions Noir sur Blanc et décide de revenir en Pologne en 2009.
Elle dirige aux éditions Fabert une collection consacrée au célèbre docteur Janusz Korczak.
Zofia Bobowicz a entre traduit également les œuvres du prix Nobel de littérature Czesław Miłosz et du pape Jean-Paul II. En théâtre, elle a notamment traduit plusieurs pièces de Tadeusz Konwicki, Sławomir Mrożek, Dorota Masłowska, Konstanty Ildefons Gałczyński. 
Elle a traduit également à partir du tchèque (Bohumil Hrabal).
Retraitée active, elle devient chargée de cours à l'Institut de philologie romane de l'université Jagellonne de Cracovie où elle anime des ateliers de traduction littéraire.

### Famille
Elle est la mère de l'artiste plasticienne Caroline Bobowicz-Potocki (d) (Caroline Potocki-Winiarski) dite Alola.

## Décorations et distinctions honorifiques
- 1985 : prix de la ZAiKS pour l’ensemble de ses traductions de la littérature polonaise en français.
- 1997 : chevalier de l’ordre du Mérite de la république de Pologne.